# Angulomastax
Angulomastax is een geslacht van rechtvleugeligen uit de familie Eumastacidae. De wetenschappelijke naam van dit geslacht is voor het eerst geldig gepubliceerd in 1985 door Zheng.

## Soorten
Het geslacht Angulomastax  is monotypisch en omvat slechts de volgende soort:
- Angulomastax meiospina (Zheng, 1985)